# Gonzalo Aguirre
Gonzalo Aguirre Ramírez, född 25 januari 1940 i Montevideo, död 27 april 2021 i Montevideo, var en uruguayansk politiker, jurist och kolumnist. Under åren 1990–1995 var han landets vicepresident. Under senare år arbetade han som kolumnist för Uruguays största dagliga tidning, El País.

## Bakgrund
Gonzalo Aguirre studerade i sin ungdom juridik och blev en känd jurist specialiserad på konstitutionell rätt. Politiskt aktiv blev han under militärregimen i Uruguay 1973-1985.